# 樺太庁豊原高等女学校

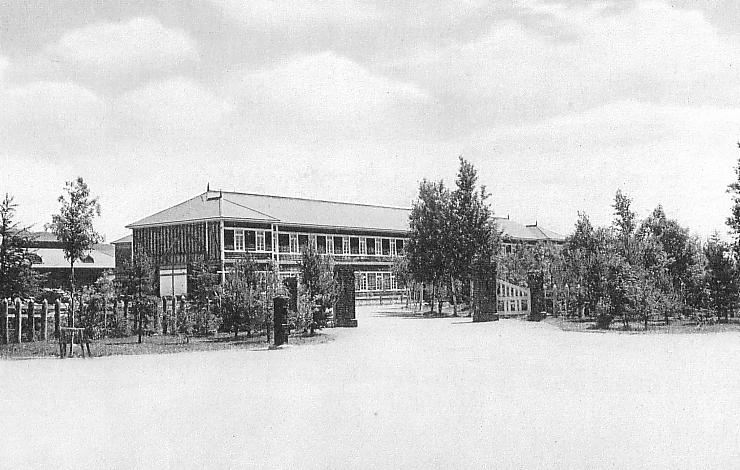
樺太庁豊原高等女学校校舎

樺太庁豊原高等女学校（からふとちょう とよはらこうとうじょがっこう）は、1916年（大正5年）、樺太に設立された高等女学校である。

## 概要

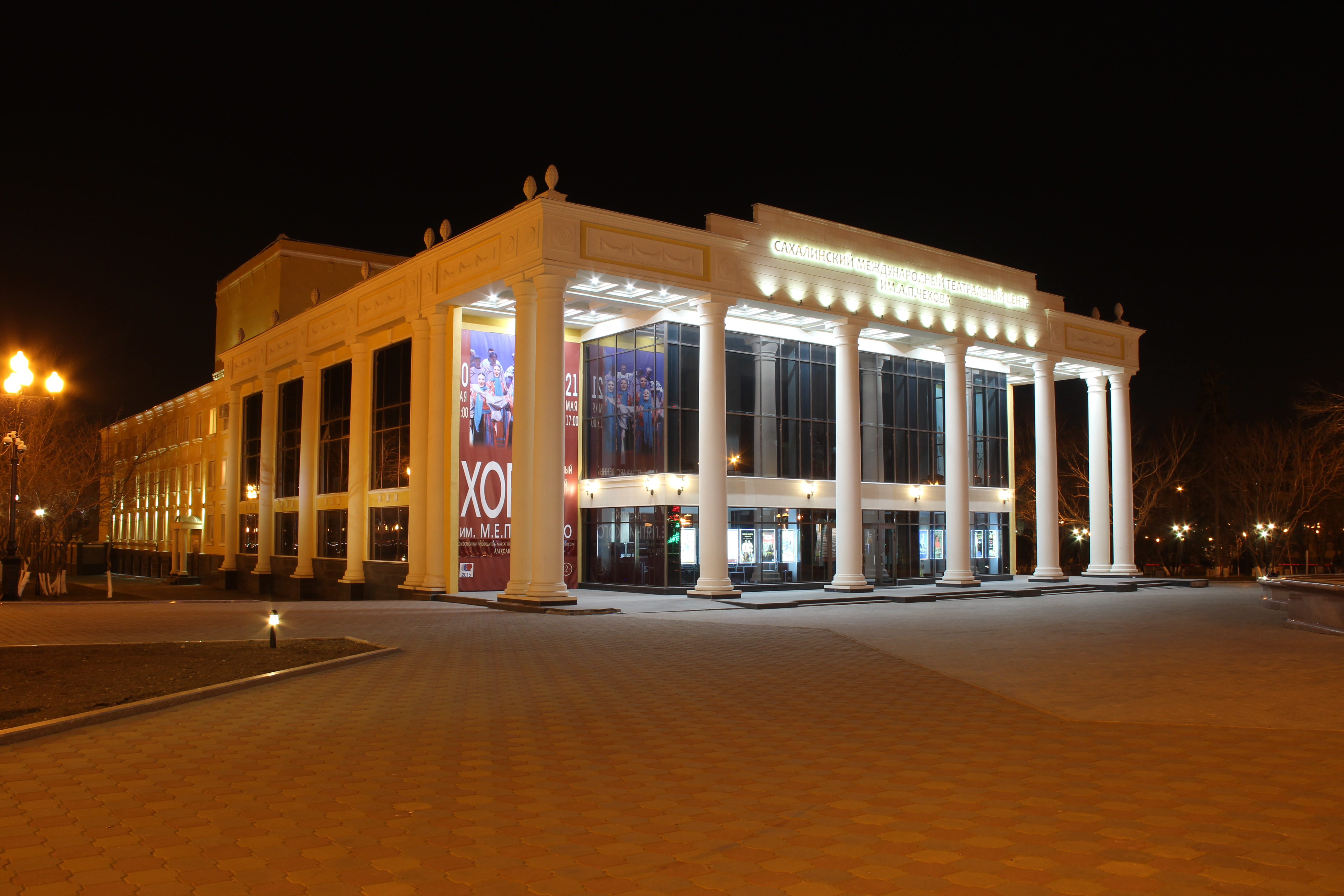
かつて樺太庁豊原高等女学校校舎が建っていた跡地（西部分）に造られた「A.P.チェホフ記念サハリン国際ドラマ劇場」

歴史
1912年（明治45年）に設置された「樺太庁高等女学校」を前身とする。高等女学校としては1915年（大正4年）開校の私立大泊高等女学校（後に樺太庁大泊高等女学校）に次いで樺太で2番目に設置された高等女学校。
所在地
樺太豊原市（現：サハリン州ユジノサハリンスク市「A.P.チェホフ記念サハリン国際ドラマ劇場」）
神社通り（現カムニスチーチェスキー通り）沿いに位置し、（東7条通りを大きく南方向に延長した）現ミーラ大通りにより、敷地が西部分（前述「A.P.チェホフ記念サハリン国際ドラマ劇場」立地）と中央・東部分に割かれている。

## 沿革
- 1916年（大正5年）
  - 4月6日 - 樺太庁高等女学校官制（勅令第93号）が発布され、「樺太庁高等女学校」が設置される。
  - 4月8日 - 樺太庁令第14号により、学則を制定。また同庁令36号により、名称と位置を制定。
  - 5月1日 - 授業を開始。旧兵舎で開校式を挙行。
- 1919年（大正8年）6月5日 - 文部省令第22号により、樺太庁高等女学校生徒およびその卒業生が内地の高等女学校の生徒および卒業生と同等とされる。
  - 他の学校への転入学・進学に際して入学資格等で同等の扱いを受けることとなる。
- 1920年（大正9年）
  - 3月27日 - 樺太庁令第4号により、高等女学校本科卒業生を対象に補習科（修業年限:1年、師範部と家政部の2部）を設置。樺太での女子師範養成の始まり。
  - 8月13日 - 校舎を軍隊に明け渡す。
  - 11月2日 - 新校舎で授業を開始。
- 1927年（昭和2年）4月1日 - 樺太庁大泊高等女学校の設置により、「樺太庁豊原高等女学校」に改称。
- 1929年（昭和4年）4月24日  - 修業年限が5年と定められる。
- 1934年（昭和9年）9月3日 - 校旗を制定。
- 1937年（昭和12年）5月14日 - 修業年限が4年に短縮され、修業年限1年の家政科と修業年限2年の小学校教員講習所が附設される。
- 1939年（昭和14年）4月1日 - 併設の小学校教員講習所が樺太庁師範学校として独立。
- 1945年（昭和20年）8月11日 - ソ連軍の侵攻により消滅する。

## 歴代校長
- 初代 - 名川彦作（1916年（大正5年）4月7日 - 1920年（大正9年）9月28日までの4年5ヶ月間）- （前）樺太庁中学校教諭　（後）千葉県成田中学校（私立）校長
- 第2代 - 上田代吉（1920年（大正9年）9月29日 - 1922年（大正11年）2月25日までの1年7ヶ月間）- （前）三重県桑名郡高等女学校校長　（後）在職中に逝去。
- 第3代 - 細川益之（1922年（大正11年）2月25日 - 1926年（大正15年）3月31日までの4年1ヶ月間）- （後）樺太庁豊原中学校校長
- 第4代 - 萩野素助（1926年（大正15年）4月1日 - 1931年（昭和6年）6月8日までの5年2ヶ月間）- （前）樺太庁豊原高等女学校教諭　（後）退職
- 第5代 - 高鳥久次郎（1931年（昭和6年）6月8日 - 1932年（昭和7年）4月28日までの10ヶ月間）- （前）樺太庁大泊支庁長　（後）樺太庁内務部長
- 第6代 - 薄木虎二郎（1932年（昭和7年）4月28日 - 1933年（昭和8年）7月28日までの1年3ヶ月間）- （前）樺太庁敷香支庁長　（後）樺太庁視学官
- 第7代 - 福山惟吉（1933年（昭和8年）7月28日 - ）- （前）樺太庁視学官